# STS-45
STS-45, voluit Space Transportation System-45, was een spaceshuttlemissie van de Atlantis. Tijdens de missie werd onderzoek gedaan met behulp van ATLAS-1 (Atmospheric Laboratory for Applications and Sciences). Astronaut Dirk Frimout werd de eerste Belg in de ruimte.

## Bemanning[1][2][3][4]
| Positie            | Lancering                         | Landing                           |                                   |
| ------------------ | --------------------------------- | --------------------------------- | --------------------------------- |
| Bevelhebber        | Charles Bolden 3e ruimtevlucht    | Charles Bolden 3e ruimtevlucht    |                                   |
| Piloot             | Brian Duffy 1e ruimtevlucht       | Brian Duffy 1e ruimtevlucht       |                                   |
| Missiespecialist 1 | Kathryn Sullivan 3e ruimtevlucht  | Kathryn Sullivan 3e ruimtevlucht  |                                   |
| Missiespecialist 2 | David Leestma 3e ruimtevlucht     | David Leestma 3e ruimtevlucht     | David Leestma 3e ruimtevlucht     |
| Missiespecialist 3 | / Michael Foale 1e ruimtevlucht   | / Michael Foale 1e ruimtevlucht   | / Michael Foale 1e ruimtevlucht   |
| Ladingspecialist 1 | Dirk Frimout 1e ruimtevlucht      | Dirk Frimout 1e ruimtevlucht      | Dirk Frimout 1e ruimtevlucht      |
| Ladingspecialist 2 | Byron Lichtenberg 2e ruimtevlucht | Byron Lichtenberg 2e ruimtevlucht | Byron Lichtenberg 2e ruimtevlucht |

### Teams
Tijdens deze missie werd de bemanning van STS-45 verdeeld in twee teams, een rood en een blauw. Het rode team bestond uit: Leestma, Foale en Lichtenberg, terwijl het blauwe team bestond uit Duffy, Sullivan en Frimout. Gezagvoerder Bolden werd niet ingedeeld bij een van de twee teams, maar sprong bij waar het nodig was.

## Missieverloop

### Lancering
Oorspronkelijk stond de lancering gepland op 23 maart. Deze lanceerpoging moest echter worden afgebroken omwille van een te hoge concentratie aan vloeibare zuurstof en waterstof in het achterste deel van de Shuttle tijdens het vullen van de brandstoftanks. Omdat tijdens latere tests het defect niet opnieuw optrad, kon men op 24 maart al een nieuwe lanceerpoging ondernemen. Tijdens de tweede lanceerpoging moest men opnieuw de klok stilzetten, vanwege de slechte weersomstandigheden boven de lanceerbasis. Door deze onderbreking van het aftellen, liep de lanceerpoging slechts 13 minuten vertraging op. Op 24 maart 1992 13:13:39 UTC werd Atlantis met succes gelanceerd.

### In de ruimte
Terwijl de Atlantis zich in een baan om de Aarde bevindt, werd er onderzoek gedaan met de ATLAS-1 (Atmospheric Laboratory for Applications and Science). Deze lading bevatte twaalf experimenten, uit de Verenigde Staten, België, Frankrijk, Duitsland, Japan, Nederland, Zwitserland en het Verenigd Koninkrijk. Met deze instrumenten werd onderzoek gedaan naar de samenstelling van de atmosfeer, straling afkomstig van de Zon, plasmafysica en uv-astronomie.

#### Instrumenten
Tijdens STS-45 werden volgende instrumenten meegenomen in het laadruim van Atlantis: 
- Atmospheric Trace Molecule Spectroscopy (ATMOS)
- Grille Spectrometer
- Millimeter Wave Atmospheric Sounder (MAS)
- Imaging Spectrometric Observatory (ISO)
- Atmospheric Lyman-Alpha Emissions (ALAE)
- Atmospheric Emissions Photometric Imager (AEPI)
- Space Experiments with Particle Accelerators (SEPAC)
- Active Cavity Radiometer (ACR)
- Measurement of Solar Constant (SOLCON)
- Solar Spectrum (SOLSPEC)
- Solar Ultraviolet Spectral Irradiance Monitor (SUSIM)
- Far Ultraviolet Space Telescope (FAUST)

#### Verlenging
Op dag zes van de missie kreeg de bemanning te horen dat de missie één dag langer zou duren dan voorzien, opdat men kon verdergaan met het uitvoeren van experimenten.

### Terugkeer in de atmosfeer en landing
Op 2 april 1992 landde de Atlantis op baan 33 van de Shuttle Landing Facility van het Kennedy Space Center.

## Verdere ATLAS-vluchten
STS-45 was de eerste van tien ATLAS-missies. Tijdens deze en verdere missies werd onderzoek gedaan naar de zonnecyclus, die elf jaar duurt. Hiermee wou men een beter beeld krijgen van de Aarde als dynamisch systeem.

## Media

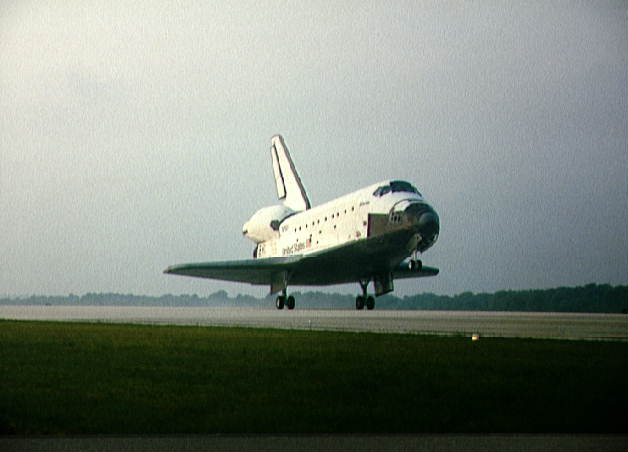
Landing
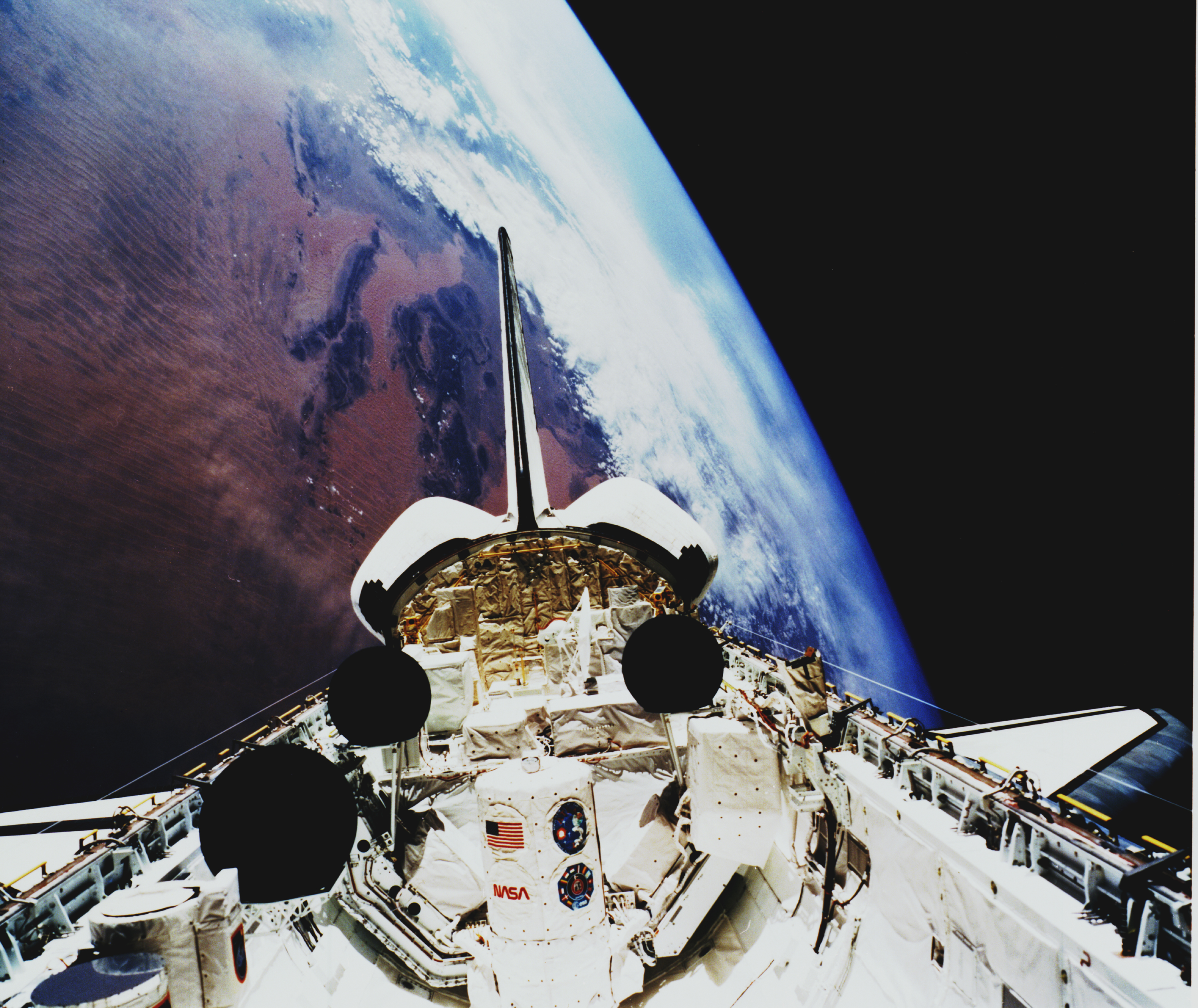
ATLAS-1 in het vrachtruim van Atlantis
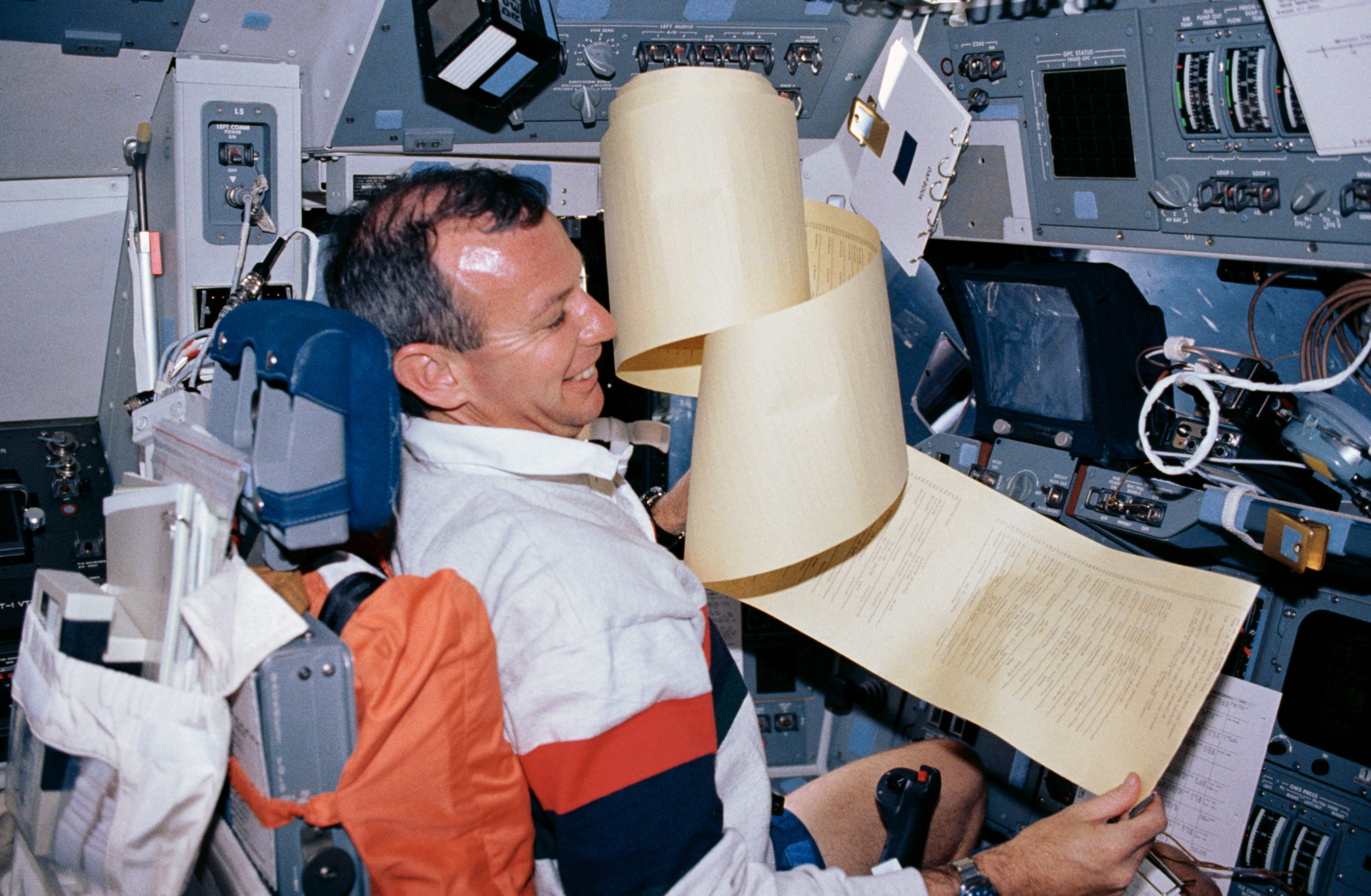
Brian Duffy ervaart gewichtloosheid
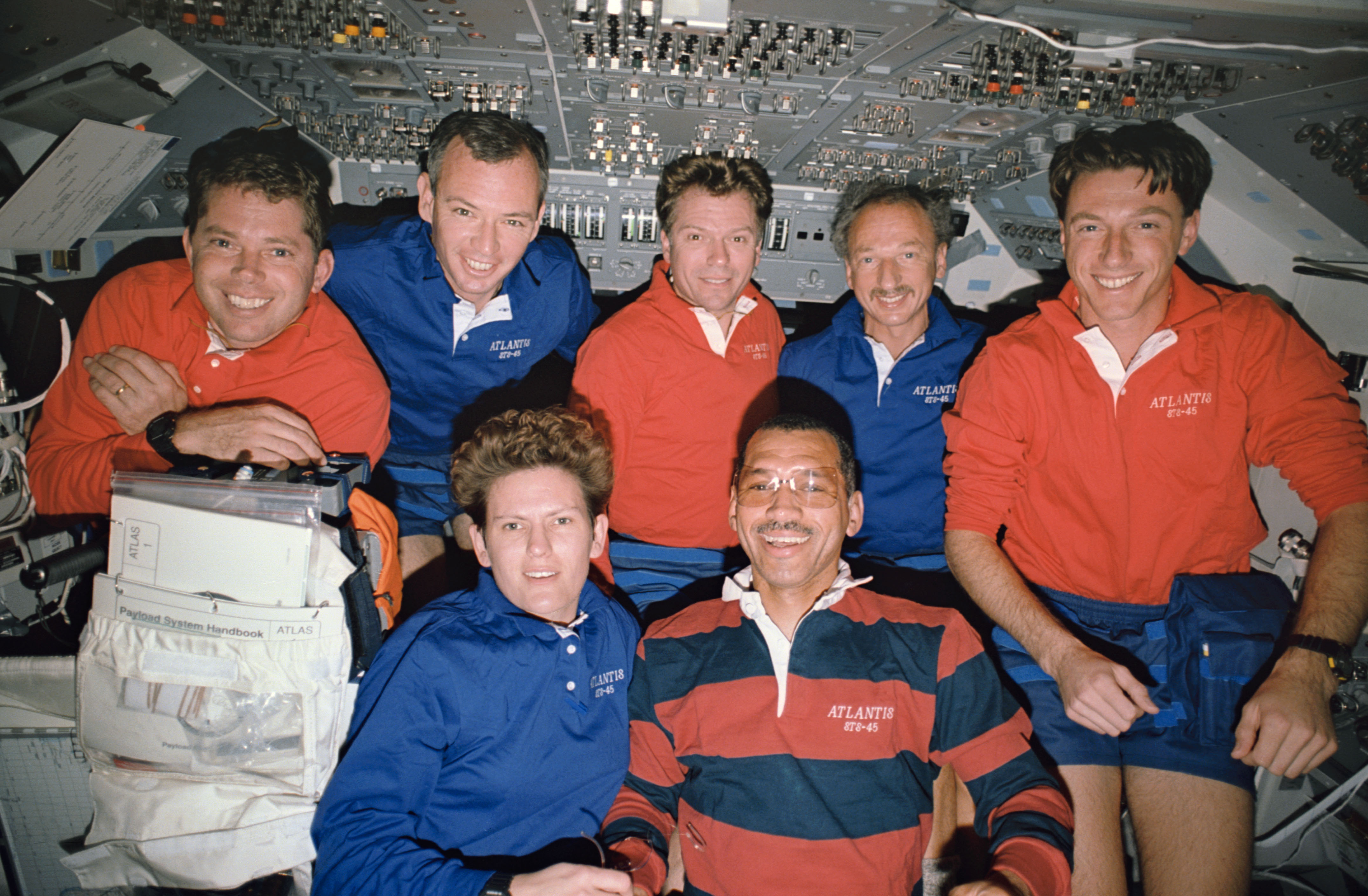
De bemanning aan boord

STS-51-J · STS-61-B · STS-27 · STS-30 · STS-34 · STS-36 · STS-38 · STS-37 · STS-43 · STS-44 · STS-45 · STS-46 · STS-66 · STS-71 · STS-74 · STS-76 · STS-79 · STS-81 · STS-84 · STS-86 · STS-101 · STS-106 · STS-98 · STS-104 · STS-110 · STS-112 · STS-115 · STS-117 · STS-122 · STS-125 · STS-129 · STS-132 · STS-135